# Oedipus
Oidipous (Oudgrieks: Οἰδίπους) of Oedipus (gelatiniseerd), voorheen in het Nederlands ook Edipus, is een figuur uit de Griekse mythologie. Oedipus is een zoon van Laios (koning van Thebe) en Iokaste.
Oedipus is de hoofdfiguur in Sophokles' tragedie Koning Oedipus (Oidipous tyrannos of Oedipus Rex) uit 430 v.Chr. en in diens Oidipous te Kolonos. Verder figureert hij in Euripides' Phoinissai. Ook Aischylos (Zeven tegen Thebe) en Aristophanes dichten over Oedipus en zijn nageslacht. De mythe over Oedipus is echter veel ouder dan deze toneelschrijvers uit de 5e eeuw v.Chr.: reeds Homerus maakt een zijdelingse allusie op de Oedipus-legende.

## Mythe

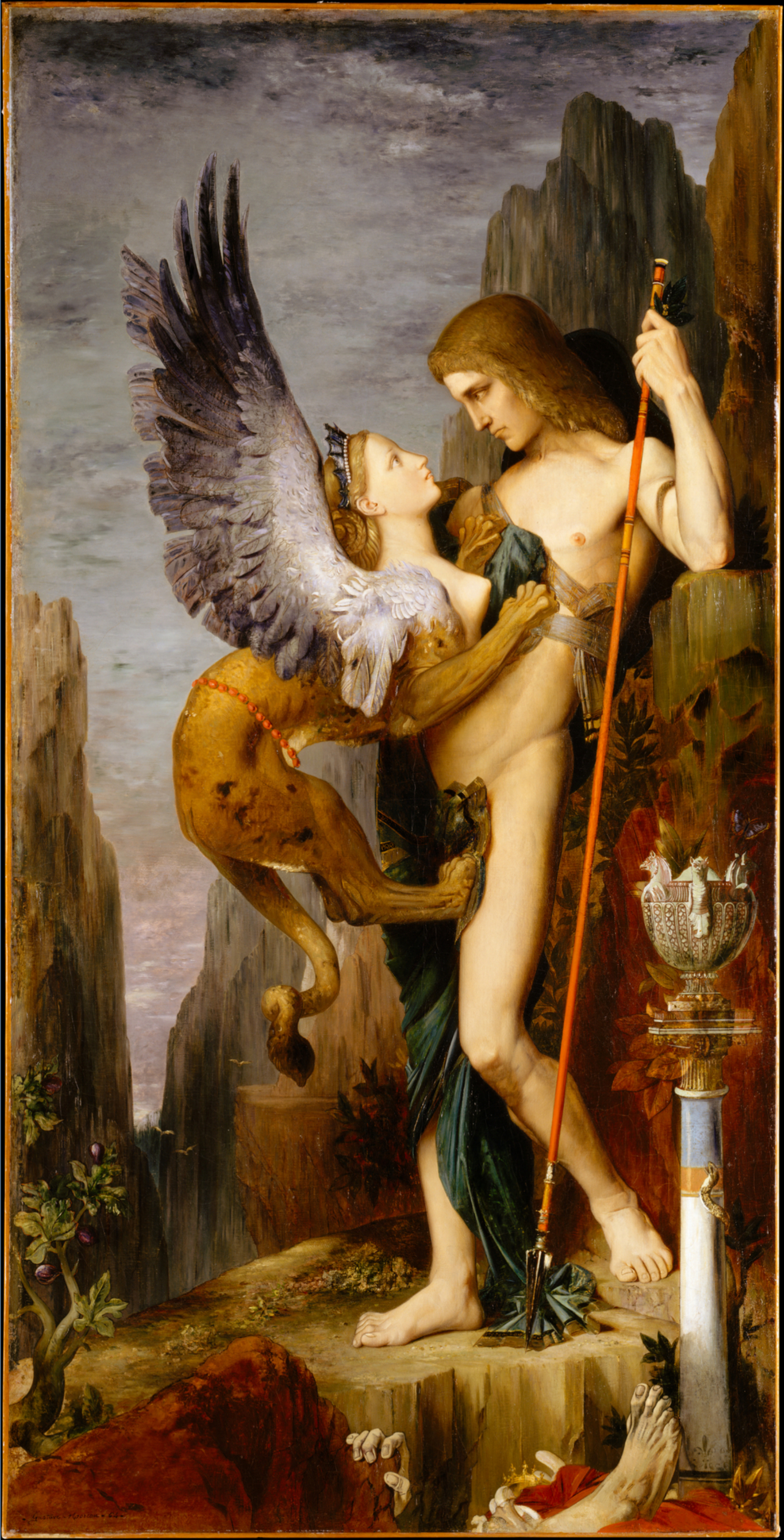
Gustave Moreaus voorstelling van de ontmoeting tussen Oedipus en de sfinx

In de Oedipusmythe beloofde het Orakel aan koning Laios een lang verwachte erfgenaam maar werd tegelijk gewaarschuwd dat hij door de hand van zijn eigen kind zou omkomen. Om dit te voorkomen zou de koning zich van zijn pasgeboren zoon ontdoen. Hij sneed de pezen in de voeten van zijn zoontje door (Oedipus betekent letterlijk gezwollen voeten) en gaf de hoeder van de koninklijke kudde de opdracht het kind naar de bergen te brengen en daar achter te laten. De herder die de baby moest achterlaten, kon het echter niet over zijn hart krijgen zoiets te doen. In de bergen schonk hij de baby aan een bevriend herder van buurstad Korinthe. Deze bracht het kind bij het kinderloos koningspaar Polybus en Periboea waar Oedipus opgroeide als hun zoon en erfgenaam. Later hoorde Oedipus van het Orakel dat hij zijn vader (die hij echter niet kent) zou vermoorden en met zijn moeder zou trouwen. Uit angst hiervoor ontvluchtte hij daarop Korinthe.
Al zwervend komt hij, zonder het te weten, zijn biologische vader tegen op een driesprong in een streek die Fokis heet. Als Oedipus het kruispunt nadert ziet hij een heraut die een reiswagen begeleidt die hem tegemoetkomt. De heraut dringt hem met veel geweld van de weg af en Oedipus geeft de man in blinde woede een klap. De voorname reiziger in de wagen geeft hem een klap op zijn hoofd met zijn stok. Onmiddellijk slaat Oedipus terug, zodat de man achterover uit de wagen tuimelt. Hij vermoordt het hele gevolg, slechts één bediende kan ontsnappen.
Later passeert hij Thebe, dat na de dood van de koning geterroriseerd wordt door een sfinx. Deze sfinx doodt iedereen die het opgegeven raadsel niet kan oplossen. Het raadsel luidt: "Welk schepsel loopt 's ochtends op vier benen, 's middags op twee benen en 's avonds op drie?"
Oedipus slaagt er in het raadsel op te lossen: een mens 'loopt' als baby op handen en voeten, als volwassene op twee benen en als hij oud is geworden loopt hij op drie benen, twee benen en een wandelstok. Zo verlost hij de stad van het monster. Hij wordt tot koning gekroond (nog steeds onwetend dat hij zijn vader, de vorige koning, heeft omgebracht) en krijgt de koningin (Iocaste, zijn moeder) als echtgenote. Oedipus verwekte bij zijn moeder vier kinderen, twee zoons, Eteocles en Polynices, en twee dochters, Ismene en Antigone.
Wanneer later Thebe geteisterd wordt door de pest, geeft het orakel prijs dat dit komt door een ongestrafte moordenaar. Via de blinde ziener Tiresias komt men te weten dat het om Oedipus zelf gaat. De ongelukkige Oedipus steekt zichzelf de ogen uit en gaat rondzwerven als boetedoening. Althans in Sophokles' versie. Bij Seneca lezen we dat het orakel van Delphi niet alleen op vadermoord, maar ook op incest met de moeder alludeert. Oedipus begrijpt de hints echter niet. Tiresias en zijn dochter Manto moeten hulp brengen. Ze voeren een offer uit, maar wanneer niets verloopt zoals verwacht (de eigenaardigheden moeten we lezen als toespelingen op het toekomstige lot van Oedipus), wordt besloten Laios uit de onderwereld op te roepen. Deze beschuldigt zijn zoon openlijk, maar nog ziet Oedipus niet wat er aan de hand is. Pas wanneer een oude Korinthiër en de herder Porbas hem rechtuit zeggen dat Iocaste niet alleen zijn echtgenote, maar ook zijn moeder is, wordt het hem duidelijk. Oedipus steekt daarop zijn ogen uit. Bij Sophokles komt hij hierna tot rust, in andere versies raast hij verder: hij vervloekt de natuur en meent door zijn gruweldaad te hebben getriomfeerd op het noodlot.
Oedipus wordt verbannen uit Thebe en zwerft rond tot hij uiteindelijk in de tempel van de Erinyen te Colonus arriveert. Koning Theseus van Athene beschermt hem en hij wint ook de sympathie van de goden. Zijn zonen Eteocles en Polynices regeren inmiddels bij toerbeurt. Dit ontaardt in een machtsstrijd wanneer Eteocles de troon niet wil afstaan en Polynices in het buitenland bondgenoten tracht te zoeken om tegen Thebe op te trekken (Zeven tegen Thebe). Nu willen de Thebanen Oedipus maar wat graag terug. Creon en Eteocles proberen Oedipus te overreden terug te keren, maar deze weigert. Spoedig daarna probeert Polynices hetzelfde, eerst door overreding en later door geweld. Oedipus weigert terug te keren en vervloekt zijn zonen: mogen ze door elkaars hand in broederstrijd omkomen. Oedipus gaat vreedzaam heen, nu verzoend met de Erinyen die nu voor hem Eumeniden waren geworden.

## Psychoanalyse
De naam van Oedipus leeft onder meer voort in het oedipuscomplex, een centraal begrip uit de psychoanalyse: de onbewuste seksuele drift die een jongen – volgens Sigmund Freud – heeft jegens zijn moeder en het daarbij behorend verlangen zijn vader uit jaloezie te vermoorden. Bij Oedipus zelf is echter geen sprake van enige stoornis, laat staan oedipuscomplex: hij doodt zijn vader en huwt zijn moeder niet door een verborgen verlangen, maar als gevolg van onwetendheid en het noodlot.

## Beeldende kunsten
Van in de oudheid worden vele episodes uit het leven van de tragische held Oedipus uitgebeeld, bijvoorbeeld op aardewerk. Vooral de ontmoeting tussen Oedipus en de sfinx is daarbij een populair thema.